# Ptinus dubius
Ptinus dubius là một loài bọ cánh cứng thuộc chi Ptinus trong họ Ptinidae.